# Shannon (rivier)
De Shannon (Iers: Abha na Sionainne / an tSionainn / an tSionna) is met 386 kilometer de langste rivier van Ierland. Ze is een forse fysieke barrière tussen Oost- en West-Ierland. Tussen Killimer in het zuiden en Dowra in het noorden zijn er nog geen 35 plaatsen waar de rivier overgestoken kan worden.
De naam van de rivier is waarschijnlijk afgeleid van de godin Sionna, die van oudsher met de rivier geassocieerd wordt.
De Shannon is reeds sinds de oudheid een belangrijke rivier. De eerste die, voor zover bekend, de rivier in kaart bracht was de Grieks-Egyptische geograaf Ptolemaeus. De rivier stroomt in grote lijnen zuidwaarts vanaf de Shannon Pot in County Cavan voordat ze tussen Killaloe en Limerick westwaarts afbuigt. Vanaf Limerick stroomt de rivier door het 113 kilometer lange estuarium naar de zee.
Limerick is gelegen op het punt waar het zoete rivierwater het zoute zeewater van het estuarium treft. Dit is tevens het punt waarbij de werking van het getij niet meer merkbaar is.
De Shannon is nauw verbonden met de sociale, culturele, militaire, economische en politieke geschiedenis van Ierland.

## Geografie
Volgens de traditie ontspringt de Shannon in de Shannon Pot, een klein meertje op de helling van de Cuilcagh in County Cavan. Onderzoek heeft uitgewezen dat een gebied van ongeveer 13 vierkante kilometer het water levert voor de "Pot". Hieronder vallen Garvah Loug in Cavan, ruim 2 kilometer naar het noorden, waarvan het water in de grond wegvloeit door de Pollnaowen. Andere afzinken die de Pot voeden zijn onder meer Pollboy en, via de Shannon Cave, Pollahune in county Cavan, en Polltulyard en Tullyrrakeeragh in County Fermanagh. Het hoogste punt in het brongebied is een bron bij Tiltinbane aan het westelijke einde van de Cuilcagh Mountains.
De nog kleine Shannon neemt op haar weg vanaf de Shannon Pot verschillende andere stroompjes op alvorens Lough Allen te voeden. Meren op het pad van de Shannon zijn onder meer Lough Allen, Lough Ree en Lough Derg. Zijrivieren van de Shannon zijn onder meer de Inny, Suck en Brosna.
De rivier stroomt door of langs 11 verschillende graafschappen van Ierland.

## Geschiedenis

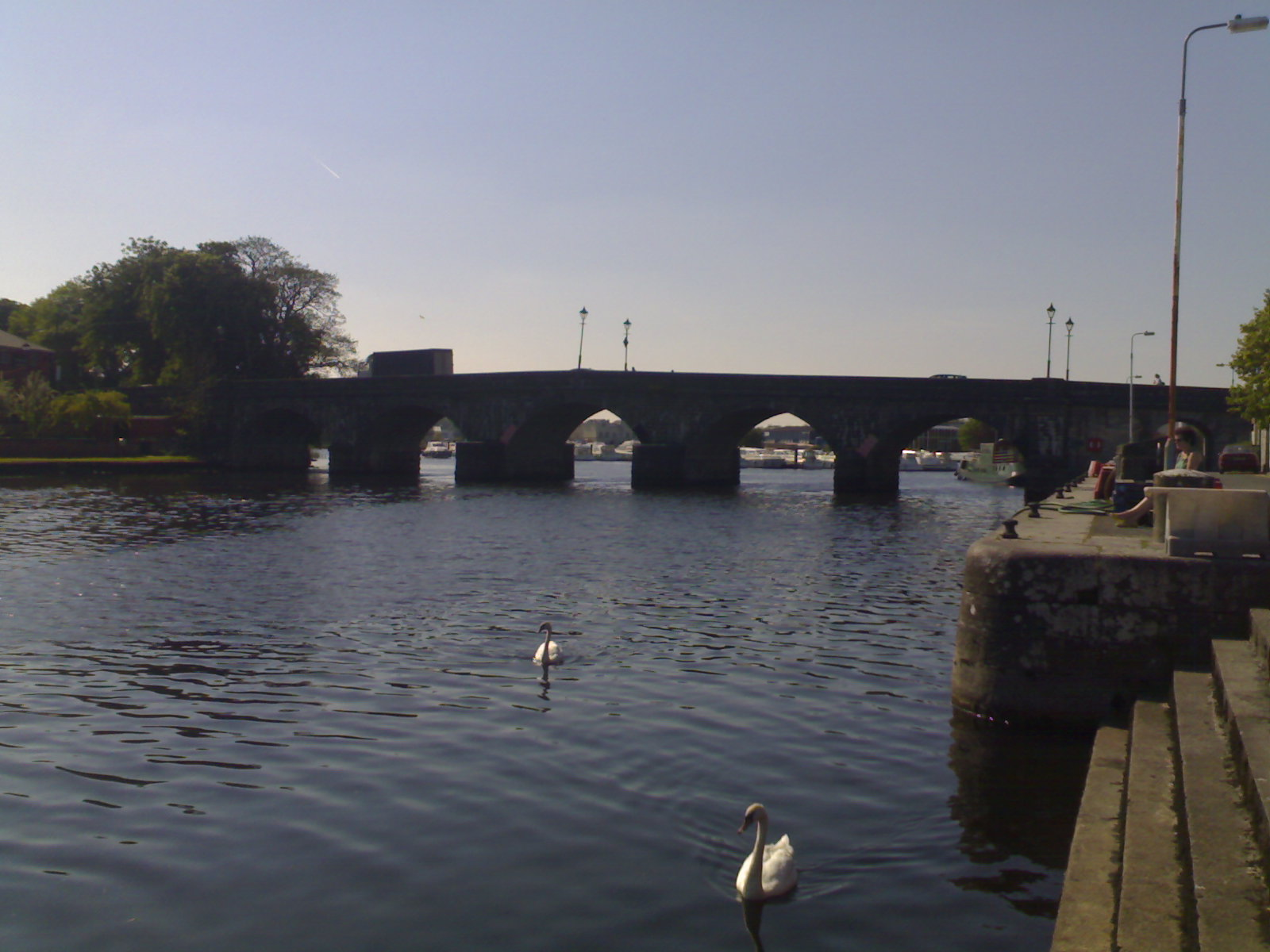
Carrick-on-Shannon Brug, Leitrim

De rivier begon haar huidige loop te volgen vanaf het einde van de laatste ijstijd. De Vikingen vestigden zich in de omgeving in de 10e eeuw. Zij gebruikten de rivier voor strooptochten naar rijke kloosters in het binnenland. In 937 kwam het tot een slag op Lough Ree waarbij de Limerickse Vikingen verslagen werden door de Dubliner Vikingen.
In de 17e eeuw was de Shannon van grote strategische waarde voor verschillende veldtochten, aangezien ze een fysieke scheiding vormt tussen het westen en oosten van Ierland. In de Confederatie Oorlogen, in de periode 1641-1653, moesten de Ierse troepen zich in 1650 terugtrekken achter de Shannon. Van daaruit konden zij nog twee jaar de Engelse parlementaire troepen van het lijf houden.
Bij het voorbereiden van de Act for the Settlement of Ireland 1652, beter bekend als de Engelse volksplantingen in Ierland na de verovering van Ierland door Cromwells troepen, zou Cromwell de overgebleven Ierse landeigenaren voor de keuze gesteld hebben "to go to Hell or Connacht". Bij deze etnische zuivering kregen de landeigenaren de "keuze" naar Connacht te trekken aan de andere zijde van de Shannon, of te sterven. Op die manier werd in oostelijk Ierland grond vrij gemaakt voor Engelse kolonisten.
Gedurende de campagne van Willem III van Oranje in Ierland (1689-1691) trokken de Jacobieten zich na de nederlaag in de Slag aan de Boyne in 1690 terug achter de Shannon. Als gevolg daarvan kregen Limerick en Athlone, steden bij belangrijke rivierovergangen, twee keer een bloedig beleg te verduren. Beide steden wisten het beleg in 1690 nog te weerstaan, maar werden verslagen in een tweede beleg in 1691.
Nog in 1916 hadden de leiders van de Paasopstand plannen gemaakt voor de opstandelingen in West-Ierland om "de lijn van de Shannon" te houden. Door desorganisatie alsmede gebrek aan uitrusting en bewapening, was dit een veel te ambitieuze opdracht waarvan niets terechtkwam.

## Scheepvaart
De Shannon is altijd belangrijk is geweest voor de scheepvaart. Toch is de rivier door het geringe verval (18 meter over de eerste 225 kilometer) dikwijls erg ondiep, soms slechts een halve meter. De eerste serieuze poging om de scheepvaart te verbeteren kwam in 1755 toen de Commissarissen voor de Binnenvaart ene Thomas Omer aanstelden. Deze Omer, mogelijk een Nederlander die via Engeland in Ierland arriveerde, legde vier omleidingskanalen met enkele of dubbele sluizen aan in het gedeelte tussen Lough Derg en Lough Ree, waar obstakels het verkeer hinderden. Toen dit afgerond was, ging hij aan het werk ten noorden van Lough Ree. Hier legde hij ook verschillende omleidingskanalen aan, zoals bij Roosky en Lanesborough. Het bekendste omleidingskanaal is dat bij Jamestown, waar hij een hele bocht van de rivier afsneed.
De benedenloop van de Shannon, tussen Killaloe en Limerick, was een ander verhaal. Hier is het verval 30 meter over een afstand van slechts 20 kilometer. William Ockenden, ook uit Engeland, werd in 1757 aangesteld om op dit deel de bevaarbaarheid te verbeteren. In de volgende vier jaar besteedde hij £ 12.000 zonder het project volledig af te kunnen ronden. In 1771 droeg het parlement de verantwoordelijkheid over aan de Limerick Navigation Company met een subsidie van 6000 pond bovenop hun inschrijving van £ 10.000. Een omleidingskanaal van 8 kilometer met zes sluizen werd aangelegd, maar het bedrijf bleek meer geld nodig te hebben om het af te kunnen ronden. In 1791 werd de ingenieur William Chapman aangetrokken voor advies. Hij trof een treurige stand van zaken aan. Alle sluizen bleken verschillende maten te hebben en het kostte hem drie jaar om ze te herbouwen. De vaarweg werd uiteindelijk in 1799 geopend toen 1000 ton aan ladingen koren, leisteen en turf in Limerick arriveerden. Maar zelfs met de nieuwe vaarweg was het nog niet eenvoudig. Er waren nog geen jaagpaden en in de zomermaanden waren er vaak ernstige ondiepten, die de schepen beperkten tot lading van maximaal 15 tot 20 ton, soms zelfs minder. Ook het ontbreken van goede en voldoende havenvoorzieningen hield de scheepvaart op.
Vanwege de naderende opening van het Grand Canal kreeg de Grand Canal Company toestemming voor een onderzoek naar de kwaliteit van de eerder uitgevoerde werken. Zij stelden hiervoor John Brownrigg aan. Hij bemerkte dat veel van Omers werken zwaar te lijden hadden gehad van het weer en het gebruik en dat renovatie noodzakelijk was. Na lang touwtrekken over de kosten en de voorwaarden werden de renovaties in 1810 afgerond. Schepen met een maximale breedte van 1,75 meter konden nu het gehele deel van de Shannon tussen Athlone en Killaloe bevaren. Ook de benedenloop werd aangepakt en was in 1814 gereed.
Toen het Royal Canal gereed kwam in 1817 werd er druk uitgeoefend om de Shannon ook boven Lough Ree te verbeteren. Onder leiding van John Killaly werd het Jamestown Canal gerenoveerd, havens aangelegd en een omleidingskanaal aangelegd tussen Battlebridge en Lough Allen, die in 1820 in gebruik genomen konden worden.
Aan het einde van de jaren 1820 nam de handel op de Shannon dramatisch toe. Verantwoordelijk hiervoor waren de raderstoomboten die zowel passagiers als goederen konden vervoeren. In 1831 werden reeds 14.600 passagiers en 36.000 ton vracht vervoerd. De grote drukte zette de vaarwegen opnieuw onder druk en een commissie werd opgezet om naar oplossingen te zoeken. Hun werk leidde tot de Shannon Navigation Act van 1835. Vijf commissarissen werden aangesteld om het gehele watersysteem van de Shannon te overzien en verbeteringen aan te brengen in de waterafvoer en de scheepvaart. In de volgende 15 jaar werden tal van verbeteringen doorgevoerd en de hoeveelheid vervoerde vracht steeg tot 100.000 ton. En toen werd de spoorlijn Dublin - Limerick geopend in 1849. Deze kortere en snellere route zorgde voor een daling in het aantal passagiers en halveerde ook de hoeveelheid vervoerde vracht.
Ondanks het vele werk dat onder leiding van de commissarissen uitgevoerd werd, slaagde men er niet in de wateroverlast te beteugelen. In het begin van de jaren 1860 waren er verschillende desastreuze overstromingen in de winterperiode. Gezien het relatieve vlakke landschap waar de Shannon doorheen stroomt, was het ook bijzonder moeilijk dit aan te pakken. Pas in de 20e eeuw slaagde men erin grip op dit probleem te krijgen.
Een van de eerste grote projecten die de Ierse Vrijstaat in de jaren 1920 opstartte was het Shannon Scheme. De opvallendste delen daarvan zijn de waterkrachtcentrale in Ardnacrusha en het toeleidingskanaal daarvan. De oorspronkelijke loop van de rivier werd door een stuwdam bij Parteen Village gereduceerd tot een debiet van tien kubieke meter per seconde (het wettelijke minimum). Het oude, moeizaam gebouwde kanaal werd met pensioen gestuurd. Het toeleidingskanaal voor de waterkrachtcentrale ging nu functioneren als nieuwe vaarweg met een sluizencomplex nabij de stuwdam. Dit sluizencomplex overbrugt in één keer het gehele hoogteverschil van 30 meter.
In de periode 1937-1946 lag bij Foynes een terminal voor vliegboten. Van hieruit werden trans-Atlantische diensten onderhouden. Het Foynes Flying Boat & Maritime Museum geeft een overzicht van de luchtvaartactiviteiten in deze periode.
In de jaren 1950 begon het waterverkeer af te nemen. Vaste, lage bruggen werden gepland om de duurdere beweegbare bruggen te vervangen. De Inland Waterways Association of Ireland pleitte bij de Tánaiste voor het behoud van de beweegbare bruggen of hoge bruggen, in het belang van het watertoerisme. De Tánaiste ging hierin mee en stimuleerde het gebruik van plezierboten. De pleziervaart is nu een niet meer weg te denken deel van het toerisme rond de Shannon.

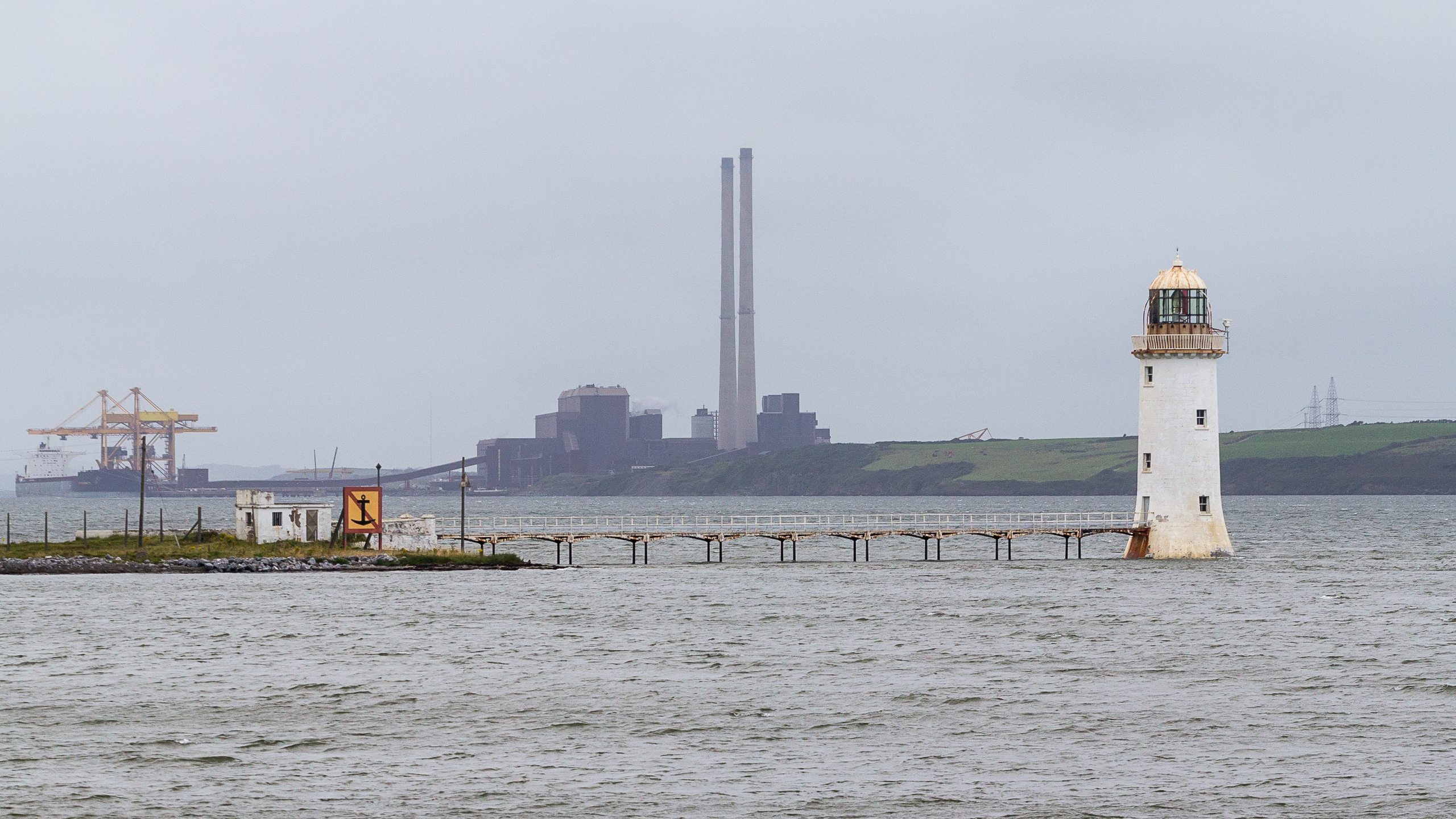
Tarbert Lighthouse en Moneypoint Power Station

In de jaren 1980 nam de scheepvaart in het estuarium een grote vlucht, dankzij investeringen ter waarde van £ 2 miljard (ongeveer 2,5 miljard euro). Een terminal voor olietankers werd gerealiseerd bij Foynes. Bij Shannon Airport werd een steiger voor het aanlanden van kerosine aangelegd. In 1982 werd een grote fabriek gebouwd voor de raffinage van bauxiet tot aluminiumoxide op het eiland Aughinish. Sindsdien komen regelmatig ertstankers van 60.000 ton langs om hun bauxiet af te leveren. In 1985 werd de kolengestookte Moneypoint Power Station geopend nabij Killimer. Deze elektriciteitscentrale wordt regelmatig aangedaan door 150.000 ton grote schepen.

## Kanalen

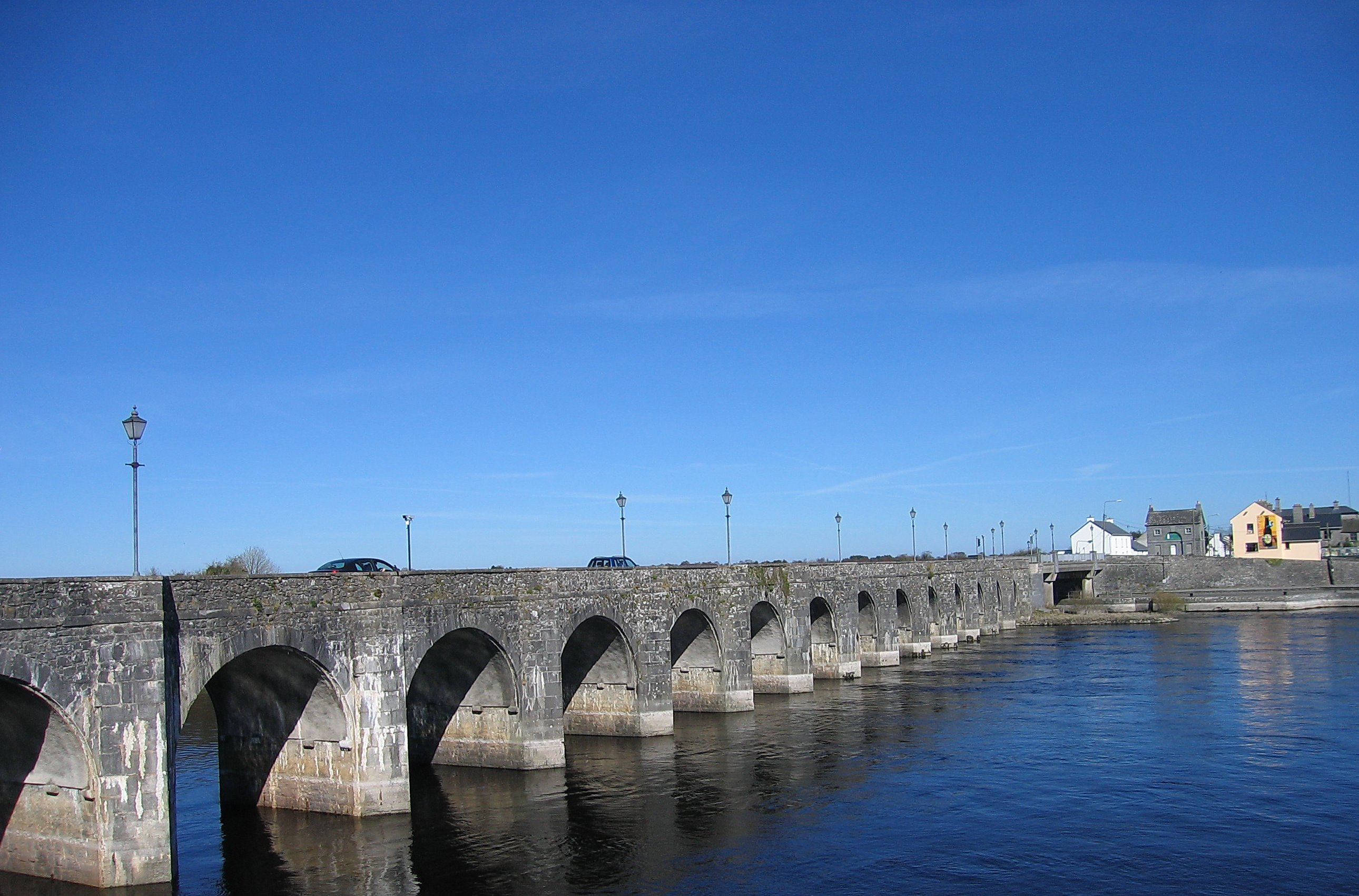
Shannon-Bridge, Offaly

Naast de eerder genoemde omleidingskanalen zijn er ook verschillende scheepvaartkanalen aangesloten op de Shannon. Zo verbinden het Royal Canal en het Grand Canal de Shannon met Dublin en de Ierse Zee. Het Grand Canal is buiten gebruik, maar het Royal Canal is sinds 2010 weer in gebruik. De Shannon is verbonden met de Erne, Lower Lough Erne en Upper Lough Erne via het Shannon-Erne Kanaal. Ballinasloe is verbonden met de Shannon via een klein kanaal naar de Suck, welke uitmondt in de Shannon. Boyle is verbonden via het Boylekanaal, de rivier Boyle en Lough Kee. Lecarrow is via het Lecarrow Kanaal verbonden met Lough Ree. Bij Limerick verbindt een kort kanaal de Abbey met Plassey, waardoor het scheepvaartverkeer de Curraghower Falls kan vermijden.